# Jaroslava Mahučich
Jarosláva Oleksíïvna Mahučich (in ucraino Ярослава Олексіївна Магучіх?; Dnipro, 19 settembre 2001) è un'altista ucraina, campionessa olimpica a Parigi 2024 e detentrice del record mondiale di specialità.

## Biografia
In carriera ha vinto un oro olimpico a Parigi 2024 ed un bronzo a Tokyo 2020, un oro (Budapest 2023) e due argenti (Doha 2019 e Oregon 2022) mondiali e due ori europei, a Monaco di Baviera 2022 ed a Roma 2024. Vanta inoltre un oro mondiale e tre ori europei a livello indoor e un oro ai Giochi europei.
Il 7 luglio 2024, al Meeting de Paris, realizza il primato mondiale con la misura di 2,10 m, superando il precedente primato di 2,09 metri appartenente a Stefka Kostadinova, che resisteva dal 1987.

## Palmarès
| Anno | Manifestazione      | Sede         | Evento        | Risultato | Prestazione | Note                                    |
| ---- | ------------------- | ------------ | ------------- | --------- | ----------- | --------------------------------------- |
| 2017 | Mondiali U18        | Nairobi      | Salto in alto | Oro       | 1,92 m      | Record dei campionati                   |
| 2018 | Europei U18         | Győr         | Salto in alto | Oro       | 1,94 m      | Record dei campionati                   |
| 2018 | Olimpiadi giovanili | Buenos Aires | Salto in alto | Oro       | 1,95 m      | Miglior prestazione personale           |
| 2019 | Europei U20         | Borås        | Salto in alto | Oro       | 1,92 m      |                                         |
| 2019 | Mondiali            | Doha         | Salto in alto | Argento   | 2,04 m      | Miglior prestazione mondiale under 20   |
| 2021 | Europei indoor      | Toruń        | Salto in alto | Oro       | 2,00 m      |                                         |
| 2021 | Europei under 23    | Tallinn      | Salto in alto | Oro       | 2,00 m      | Record dei campionati                   |
| 2021 | Giochi olimpici     | Tokyo        | Salto in alto | Bronzo    | 2,00 m      |                                         |
| 2022 | Mondiali indoor     | Belgrado     | Salto in alto | Oro       | 2,02 m      | Miglior prestazione mondiale stagionale |
| 2022 | Mondiali            | Eugene       | Salto in alto | Argento   | 2,02 m      |                                         |
| 2022 | Europei             | Monaco       | Salto in alto | Oro       | 1,95 m      |                                         |
| 2023 | Europei indoor      | Istanbul     | Salto in alto | Oro       | 1,98 m      |                                         |
| 2023 | Giochi europei      | Chorzów      | Salto in alto | Oro       | 1,97 m      | [ 4 ]                                   |
| 2023 | Mondiali            | Budapest     | Salto in alto | Oro       | 2,01 m      |                                         |
| 2024 | Mondiali indoor     | Glasgow      | Salto in alto | Argento   | 1,97 m      |                                         |
| 2024 | Europei             | Roma         | Salto in alto | Oro       | 2,01 m      |                                         |
| 2024 | Giochi olimpici     | Parigi       | Salto in alto | Oro       | 2,00 m      |                                         |
| 2025 | Europei indoor      | Apeldoorn    | Salto in alto | Oro       | 1,99 m      |                                         |
| 2025 | Mondiali indoor     | Nanchino     | Salto in alto | Bronzo    | 1,95 m      |                                         |

## Altre competizioni internazionali
2017
- Oro al Festival olimpico della gioventù europea ( Győr), salto in alto - 1,89 m

2022
- Oro al Memorial Van Damme ( Bruxelles), salto in alto - 2,05 m
- Oro al Weltklasse Zürich ( Zurigo), salto in alto - 2,03 m
- Vincitrice della Diamond League nella specialità del salto in alto

2023
- Oro al Meeting international Mohammed VI d'athlétisme de Rabat 2023 ( Rabat), salto in alto - 2,01 m
- Oro alla Xiamen Diamond League ( Xiamen), salto in alto - 2,02 m
- Oro al Memorial Van Damme ( Bruxelles), salto in alto - 2,00 m
- Oro al Prefontaine Classic ( Eugene), salto in alto - 2,03 m
- Vincitrice della Diamond League nella specialità del salto in alto

2024
- Oro al Bauhaus-Galan ( Stoccolma), salto in alto - 2,00 m
- Oro al Meeting de Paris ( Parigi), salto in alto - 2,10 m
- Oro all'Athletissima ( Losanna), salto in alto - 1,99 m
- Oro al Weltklasse Zürich ( Zurigo), salto in alto - 1,96 m
- Oro al Memorial Van Damme ( Bruxelles), salto in alto - 1,97 m
- Vincitrice della Diamond League nella specialità del salto in alto

2025
- Oro alla Xiamen Diamond League ( Xiamen), salto in alto - 1,97 m
- Oro alla Shanghai Diamond League ( Shaoxing), salto in alto - 2,00 m
- Oro ai Campionati europei a squadre di atletica leggera ( Madrid), salto in alto - 2,00 m

## Riconoscimenti
- Atleta dell'anno - Pedana femminile (2024)
- Atleta europea dell'anno (2024)
- Atleta mondiale emergente dell'anno (2019)
- Atleta europea emergente dell'anno (2019)